# Carphodactylidae
Carphodactylidae är en familj i infraordningen Gekkota bland fjällbärande kräldjur som uteslutande förekommer i Australien. Djurgruppen beskrevs 1987 av Arnold G. Kluge som ett tribus till familjen Diplodactylidae men 2004 upphöjdes gruppens status av D. Han et al. till självständig familj.

## Kännetecken
Medlemmarna skiljer sig från andra djur i underordningen Gekkota genom flera morfologiska egenheter. Till exempel är de två delarna av intermaxillärknotan inte sammanvuxna. Hjässbenet (Os parietale) är kort och brett. Tänderna är korta och talrika. Antalet ländkotor är två eller tre. Den korta svansen är vid roten påfallande tjock och har bihang som påminner om taggar. På kroppen finns flera knölar som fjäll omkring som är anordnade i en rosett. De yttre öronen är jämförelsevis stora och hölls horisontala.
Kroppslängden utan svans varierar vanligen mellan 7 och 14,5 cm.

## Ekologi
Familjens medlemmar är vanligen nattaktiva. De klättrar vanligen i träd, i buskar eller i annan växtlighet. Ett undantag är släktet Nephrurus som går på marken. Släktets arter vilar på dagen i underjordiska håligheter. Honor i familjen Carphodactylidae lägger oftast två ägg med ett mjukt skal som påminner om läder.

## Systematik

### Yttre systematik
Carphodactylidae utgör systergruppen till fenfotingar (Pygopodidae) och de bildar tillsammans en klad som saknar vetenskapligt namn. Denna klad utgör i sin tur systergruppen till familjen Diplodactylidae. Alla tre familjer tillsammans bildar den systematiska gruppen Pygopodomorpha som uteslutande förekommer i den australiska regionen.

### Inre systematik
I familjen skiljs mellan omkring 30 arter fördelade på 5 släkten.
- Carphodactylus
  - Carphodactylus laevis Günther, A. 1897.
- Nephrurus
  - Nephrurus amyae Couper & Gregson, 1994
  - Nephrurus asper Günther, 1876
  - Nephrurus deleani Cogger, 1979
  - Nephrurus laevissimus Kinghorn, 1924
  - Nephrurus levis De Vis, 1886
  - Nephrurus sheai Couper & Gregson, 1994
  - Nephrurus stellatus Storr, 1968
  - Nephrurus vertebralis Glauert, 1961
  - Nephrurus wheeleri Lucas & Le Souef, 1909
- Orraya
  - Orraya occultus Couper, Covacevich & Moritz, 1993
- Phyllurus
  - Phyllurus amnicola  Couper, Schneider, Hoskin & Covacevich, 2000
  - Phyllurus caudiannulatus  Covacevich, 1975
  - Phyllurus championae  Couper, Schneider, Hoskin & Covacevich, 2000
  - Phyllurus gulbaru  Hoskin, Couper & Schneider, 2000
  - Phyllurus isis  Couper, Covacevich & Moritz, 1993
  - Phyllurus nepthys  Couper, Covacevich & Moritz, 1993
  - Phyllurus ossa  Couper, Covacevich & Moritz, 1993
  - Phyllurus platurus Shaw, 1790
- Saltuarius
  - Saltuarius cornutus Ogilby, 1892
  - Saltuarius occultus Couper, Covacevich & Moritz, 1993
  - Saltuarius salebrosus Covacevich, 1975
  - Saltuarius swaini Wells & Wellington, 1985
  - Saltuarius wyberba Couper, Schneider & Covacevich, 1997